# Krien
Krien er en by og kommune i det nordøstlige Tyskland, beliggende i Amt Anklam-Land i den centrale del af Landkreis Vorpommern-Greifswald. Landkreis Vorpommern-Greifswald ligger i delstaten Mecklenburg-Vorpommern. Ind til 31. december 2004 var byen administrationsby for det daværende Amt Krien.

## Geografi
Krien er beliggende ved Bundesstraße B 199. Motorvejen A 20 passerer omkring fem kilometer mod vest. Byen Anklam ligger omkring 20 km øst for kommunen, og Jarmen omkring 12 kilometer nordvest for kommunen.
| - Albinshof - Krien - Krien-Horst | - Neu-Krien - Stammersfelde - Wegezin |

## Eksterne kilder og henvisninger
- Wikimedia Commons har flere filer relateret til Krien
- Byens side Arkiveret 20. februar 2017 hos  Wayback Machine på amtets websted
- Statistik Arkiveret 20. februar 2017 hos  Wayback Machine